# Commando Ginyu
Le commando Ginyu (ギニュー特戦隊, Ginyū Tokusentai) est un commando d'élite de fiction créé par Akira Toriyama dans le manga Dragon Ball en 1984, au service de l'un des antagonistes principaux du manga, le tyran Freezer. Il est composé de cinq membres, disposant chacun de capacités spéciales.

## Histoire fictive
Lors de l'arc Namek, Freezer voit ses plans perturbés à la suite du contretemps causé par le groupe des protagonistes, notamment Végéta, qui, non content de voler les Dragon Ball de Namek, tue Zarbon et Dodoria, les subordonnés directs de Freezer. Ce dernier convoque donc le Commando Ginue afin de ramener les Dragon Ball, puis tuer Vegeta, Krilin et Son Gohan.
Le groupe, bien que neutralisant l'un des membres, Guldo, ne peut faire face à la puissance du commando. Il faudra l'intervention de Son Goku pour finalement venir à bout de la troupe d'élite. Végéta achèvera néanmoins Reecom et Burter.
Dans le film Dragon Ball Z : La resurrection de F (puis dans la série Dragon Ball Super) on apprend que le cinquième membre et chef du commando, Ginyu, ayant fini dans le corps d'une grenouille, est ramené "accidentellement" sur Terre, quand Dendé utilise les Dragon Ball de Namek. Il prend possession du corps de Tagoma, soldat ayant participé à la résurrection de Freezer, pour se faire définitivement battre par Vegeta.
À la suite de ce film officialisant la mort de Ginyu, on sait désormais que l’intégralité du commando Ginyu a été tué par Vegeta.

## Description

### À propos du nom
Dans le nom japonais du commando Ginyu : Toku Sentai, le mot « sentai » évoque les séries télévisées japonaises comme Bioman, où les héros prennent des poses particulières avant le début de chaque combat. Raison pour laquelle les membres du commando Ginyu prennent eux aussi des poses particulières, mais parfois plus ridicules. Une inspiration pour Akira Toriyama qui reprendra ces danses aux mouvements exagérées pour d'autres personnages comme les membres du Commando Cooler et les héros Great Saiyaman.

### Membres
Chaque membre du commando est un alien disposant de caractéristiques assez différentes :
- Guldo est le plus faible physiquement, mais doté de pouvoirs psychiques, avec notamment la faculté d'arrêter le temps ;
- Jesse est un petit alien rouge, qui combat principalement en duo avec Butta et utilise des attaques basés sur le Ki, comme le Crusher Ball ;
- Burter est un grand alien bleu, il est le plus grand et le plus rapide du commando ;
- Reecom est un alien humanoïde massif et musclé, qui utilise sa force brute pour écraser ses ennemis ;
- Ginyu est le plus équilibré des cinq, mais aussi le plus puissant d'entre eux. Il a la faculté d'échanger son corps avec n'importe qui, pour peu que son rayon le touche.

Jeese, Butta et Reacum sont de force semblable. Leur puissance exacte n'est jamais mentionnée dans le manga, mais on peut l'estimer entre 30 000 (force de Vegeta lors de sa défaite contre Reacum) et 60 000 (force de Vegeta lorsqu'il défie et bat Jeese après avoir frôlé la mort contre Reacum).

#### Ginyu
Ginyu (ギニュー, Ginyū), doublé par Hideyuki Hori (Dragon Ball Z) et Katsuyuki Konishi (Dragon Ball Z Kai et Dragon Ball Super) en japonais et Georges Lycan (Dragon Ball Z) et Emmanuel Karsen (Dragon Ball Z Kai) en français, décédé en 779 (dans le corps de Tagoma après avoir pris le contrôle de celui-ci), s'est battu contre Son Goku, Krilin, Son Gohan et aussi Vegeta pendant un court moment.
Biographie

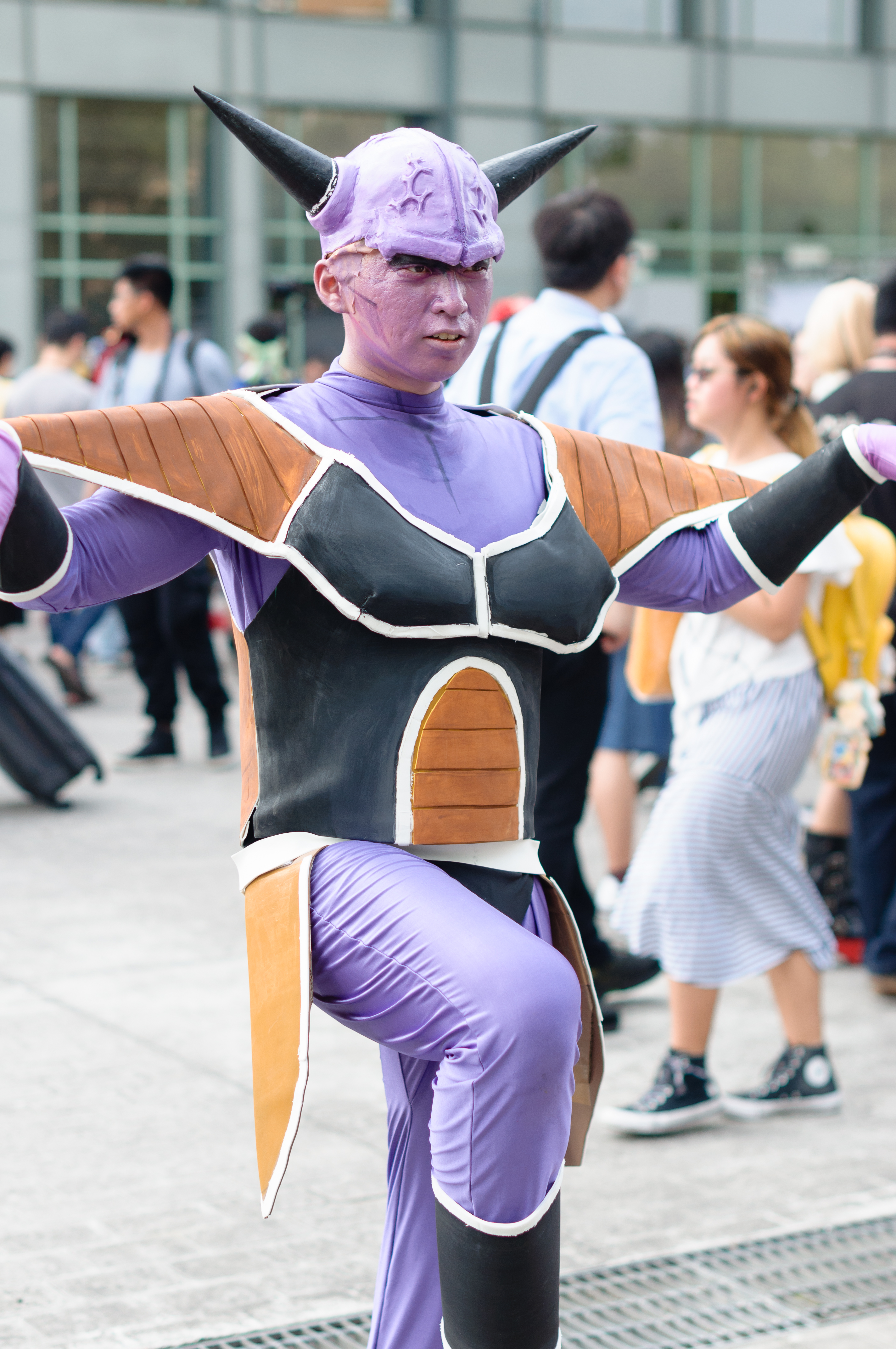
Cosplay de Ginyu au Comic World Taiwan 52, à Taipei en 2019.

Il est le capitaine du commando. C'est un guerrier très puissant, qui se targue d'être le plus fort de l'Univers, derrière son maître, Freezer.
Arrivé sur la planète Namek afin de récupérer les Dragon Balls pour Freezer, il doit affronter Son Goku. Ginyu a une puissance qui peut monter jusqu'à 120 000. Mais Son Goku est bien plus fort et domine le combat. Cependant, Ginyu, alors dans une impasse, utilise une ruse : il porte un coup violent à sa propre échine pour s'affaiblir, puis utilise une technique qui lui permet d'échanger son corps avec celui de Son Goku, qu'il appelle Change. C'est ainsi que l'esprit de ce dernier se retrouve dans le corps affaibli de Ginyu, et vice-versa.
Ginyu, qui possède maintenant le puissant corps de Son Goku, se rend alors au vaisseau spatial de Freezer, où sont cachés les Dragon Balls, mais il y trouve Krilin et Son Gohan (et Vegeta, qui se cache dans un premier temps), qui ont retrouvé les Dragon Balls grâce au radar. Ginyu utilise alors l'effet de surprise pour attaquer Krilin, qui pense qu'il s'agit vraiment de Son Goku. Cependant, ils sont vite rejoints par le véritable Goku, qui est parvenu tant bien que mal à poursuivre Ginyu et Jeese malgré sa blessure. Ginyu continue d'affronter Krilin et Son Gohan, mais il ne parvient pas à maîtriser son nouveau corps. Il se fait ensuite malmener par Vegeta qui s'apprête à lui donner le coup de grâce.
Ginyu décide alors de voler le corps de Vegeta de sorte que celui-ci se retrouve dans le corps désormais abîmé de Son Goku. Mais ce dernier, toujours prisonnier dans le corps de Ginyu en profite pour récupérer son corps en se plaçant sur la trajectoire du rayon. Ginyu se retrouve donc dans son corps initial. Il relance alors sa technique Change en direction de Vegeta qui ne comprend pas ce qui se passe. Goku, qui a vu le coup venir, lance une grenouille Namek entre Ginyu et Vegeta, c'est donc avec la grenouille que Ginyu échange de corps. Comme il est devenu inoffensif, ses adversaires le laissent partir, même Vegeta qui se moque de lui. Lorsque Dendé demande au dragon Porunga de téléporter sur Terre toutes les personnes présentes sur Namek, Ginyu finit vraisemblablement ses jours sur Terre, enfermé dans le corps d'une grenouille (on ignore ce qu'il devient par la suite après son arrivée sur Terre).
Il fait son grand retour dans Dragon Ball Super. Attendant patiemment son heure, il échange son corps avec Tagoma, soldat venu sur Terre après la résurrection de Freezer, après que ce dernier a subi une attaque surprise de Gotenks. Il raconte rapidement les tourments dont il a été victime depuis son arrivée sur Terre dans son corps de grenouille (on peut d'ailleurs apercevoir pendant un flash-back que Trunks bébé le malmenait). Ce changement permet à Ginyu de prendre sa revanche sur les Terriens du traitement qu'il a subi dans son corps de grenouille. Freezer est même ravi de retrouver son plus puissant homme de main. Il est vaincu par Son Gohan transformé en Super Saiyan, qui décide de l'épargner, ce qui met Freezer en rage, lui rappelant sa défaite sur Namek où Son Goku l'a épargné. Il reste spectateur jusqu'à l'arrivée de Goku et Vegeta, se faisant de nouveau remarquer par Vegeta qui finit par le tuer directement sans lui laisser le temps de réagir.
À propos du nom
Comme tous les membres du commando, son nom fait référence à un produit laitier, en l'occurrence au japonais Gyûnyû qui signifie lait.
Techniques
- Buku Jutsu
- Kikoha
- Télékinésie
- Change

Puissance
- 120 000 (dans son corps)[fr_sp 1]
- 23 000 (dans le corps de Son Goku)[fr_sp 1]

#### Reacum
Reacum (リクーム, Rikūmu), aussi appelé Recoom, Reecom et Recoome, doublé par Kenji Utsumi (Dragon Ball Z) et Seiji Sasaki (Dragon Ball Z Kai) en japonais et Georges Lycan (Dragon Ball Z) et Thierry Mercier(Dragon Ball Z Kai) en français, décédé en 762.

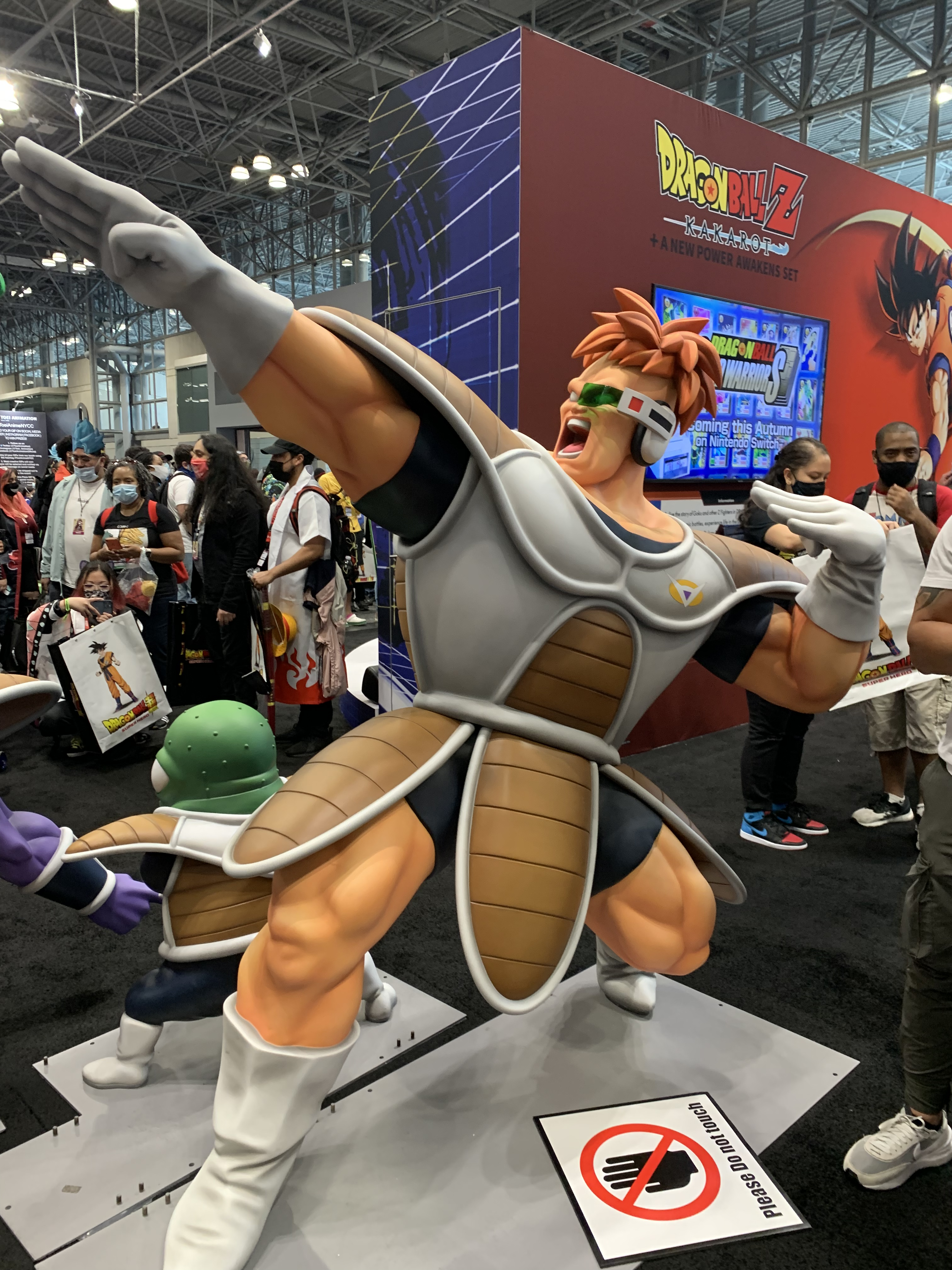
Sculpture de Reacum à la New York Comic Con 2021.

C'est le plus musclé des membres du commando. Il mise sur sa force brute et un style de combat violent et sans pitié. Son apparence imposante et son style de combat violent contraste fortement avec son caractère plutôt bête et ses poses de combat basée sur la danse classique.
Biographie
Il arrive sur la planète Namek sur ordre de Freezer. C'est un puissant combattant qui bat à la fois Krilin, Son Gohan et même Vegeta assez facilement. Juste avant qu'il ne les exécute, Son Goku arrive sur Namek et met Reecome K.O. Il l'épargne, mais Vegeta, une fois guéri, s'empresse de l'achever.
Physique
Recoom est un alien mais qui a l'apparence d'un humain. Assez grand (entre 1,90 m et 2 m), il a les cheveux orange et une musculature impressionnante.
À propos du nom
Comme tous les membres de ce commando, son nom vient d'un produit laitier, en l'occurrence du mot anglais cream qui signifie crème.
Techniques
- Buku Jutsu
- Kikoha
- Reacum Kick
- Reacum Eraser Gun
- Reacum Ultra Fighting Miracle

#### Butta
Pour les articles homonymes, voir Barta.
Butta (バータ, Bāta) appelé Barta dans la version française de l'anime et Burter dans la version anglaise, doublé par Pierre Trabaud (Dragon Ball Z) et Gilbert Levy (Dragon Ball Z Kai) en français, décédé en 762, se vante d'être le plus rapide de l'Univers, mais il l'est beaucoup moins que Son Goku, Freezer et peut-être même Ginyu. Il essayera de vaincre Son Goku, mais en vain, celui-ci le terrasse sans aucune difficulté apparente.
Biographie

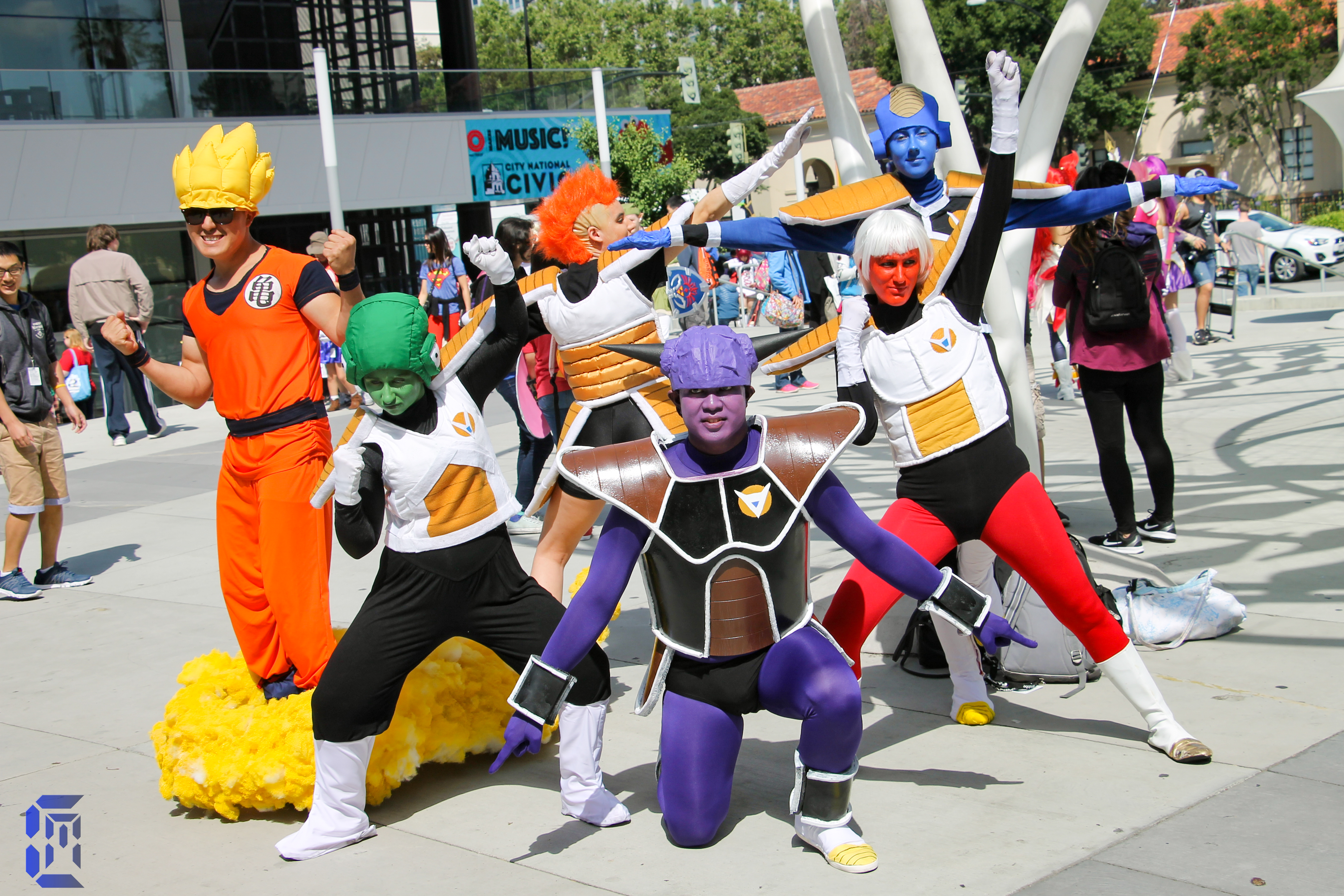
Cosplays du commando Ginyu et de Son Goku à la FanimeCon 2017, en Californie. Butta est le personnage bleu en arrière-plan.

Lui et les autres membres du commando Ginyu sont appelés sur Namek par Freezer, afin de récupérer les Dragon Balls. Butta se vante d'être l'être le plus rapide de l'univers. Il fait une démonstration de sa vitesse en rattrapant en un éclair un Dragon Ball lancé par Vegeta.
Lorsque Son Goku arrive sur Namek, ce dernier se montre encore plus rapide que lui et bien plus fort, puisqu'il arrive à le battre en même temps que Jeese. Après sa défaite, Vegeta l’achève en même temps que Reacum en lui broyant la trachée d'un violent coup de genou.
Physique
Butta est un alien très grand (environ 2m10), très musclé et à la peau bleu pétrole, hormis des rayures jaunes ocres sur son crane. Ses yeux sont entièrement rouges et sans pupilles et ses dents pointues.
À propos du nom
Comme tous les membres du commando, son nom fait référence à un produit laitier, en l'occurrence au mot anglais butter qui signifie beurre.
Techniques
- Buku Jutsu
- Kikoha

Jeux vidéo
Butta apparaît dans les trois épisodes de Dragon Ball Z: Budokai Tenkaichi ainsi que Dragon Ball: Raging Blast en tant que personnage jouable. Il apparaît également dans Dragon Ball Xenoverse. Il est l'un des combattants les plus rapides.

#### Jeese
Jeese (ジース, Jīsu) ou Jeice, doublé par Patrick Borg (Dragon Ball Z) et Benoît DuPac (Dragon Ball Z Kai) en français, est décédé en 762. Il forme un assez bon duo avec Butta, mais a perdu contre Vegeta.
Biographie

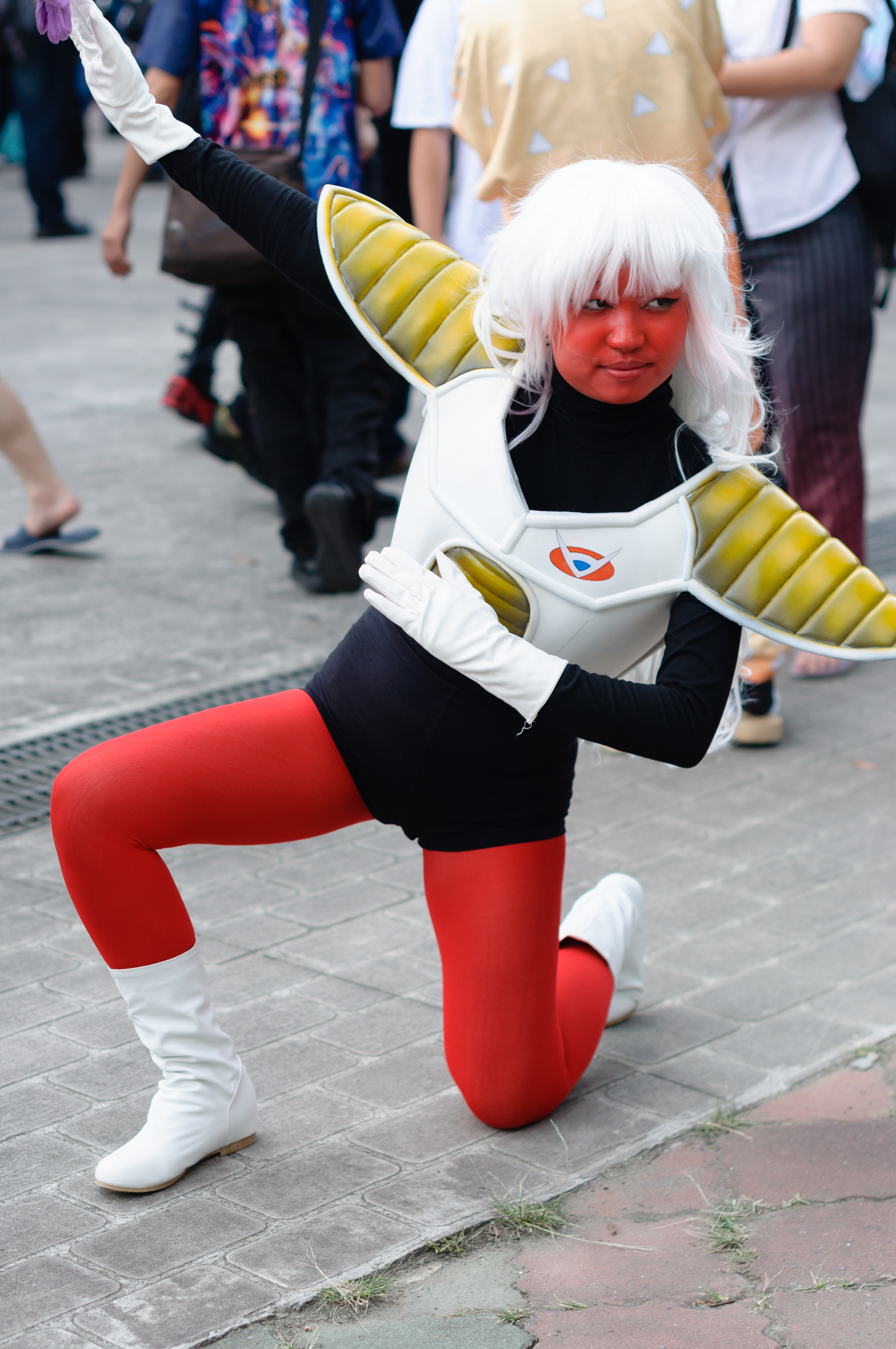
Cosplay de Jeese au Comic World Taiwan 52.

Arrivé sur Namek avec ses compagnons sur ordre de Freezer pour reprendre les Dragon Balls à Vegeta, Krilin et Son Gohan, il ne combat pas avant l'arrivée de Son Goku. Ce dernier ayant vaincu Reacum, Jeese et Butta s'unissent pour tenter de le battre, mais même à eux deux, ils ne peuvent rien contre lui et sont battus.
Cependant, alors que Butta est achevé par Vegeta, Jeese parvient à s'enfuir et va chercher le capitaine Ginyu en renfort. Il assiste au combat entre celui-ci et Son Goku, puis retourne au vaisseau de Freezer avec Ginyu, après que celui-ci a échangé son corps avec celui de Goku. Mais lorsqu'ils arrivent, Vegeta, Krilin et Son Gohan sont déjà là, et un combat s'engage alors entre Jeese et Vegeta. Celui-ci est facilement vaincu et achevé par le Saiyan.
À propos du nom
Comme tous les membres du commando, son nom fait référence à un produit laitier, en l'occurrence au mot anglais cheese qui signifie fromage.
Physique
Il est de taille moyenne, a la peau écarlate et de longs cheveux blancs. On peut noter une certaine ressemblance avec le personnage de Sauzer, qui sert Cooler.
Techniques
- Buku Jutsu
- Kikoha
- Crusher Ball

Anecdotes
Jeece ayant pu fuir lors du premier combat contre Goku, il fut l’un des derniers survivants du Commando. Par conséquent il est l'un des deux seuls membres à avoir une deuxième pose (pose spéciale de combat) avec Ginyu.

#### Ghourd
Ghourd (グルド, Gurudo) ou Guldo, doublé par Gilbert Levy (Dragon Ball Z Kai) en français, décédé en 762, est le plus petit du commando et possède des pouvoirs de télékinésie et de chronokinésie. Il peut arrêter le temps un court instant. Il sera tué par Vegeta.
Biographie

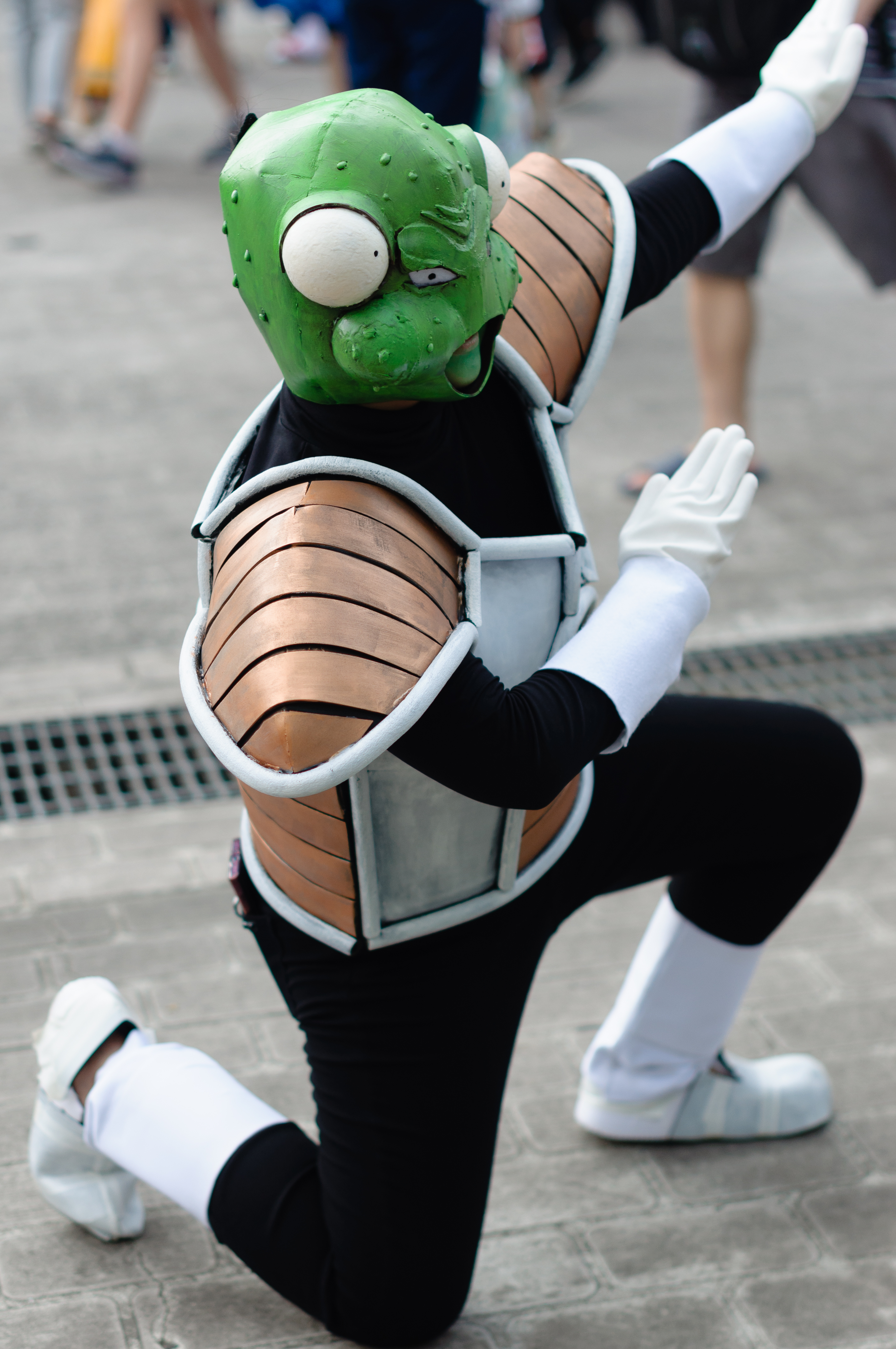
Cosplay de Ghourd au Comic World Taiwan 52.

C'est le plus chétif des cinq, à cause de sa petite taille et de son manque de puissance en comparaison des autres. Cependant, il compense cela par des facultés psychiques hors du commun. Il est en effet capable de déplacer des objets (par exemple des rochers énormes) par la seule force de son esprit, et surtout, il a le pouvoir d'arrêter le temps pendant quelques secondes.
Arrivés sur la planète Namek sur les ordres de Freezer afin de récupérer les Dragon Balls, lui et les quatre autres membres du commando Ginyu retrouvent Vegeta, Krilin, et Son Gohan. Il semble avoir une dent contre Vegeta en particulier qui ne cesse de lui signaler que son odeur l'incommode. Avant que Reacum n'affronte Vegeta, Ghourd se charge d'éliminer Krilin et Son Gohan. Ces derniers font preuve d'une grande ténacité, ce qui déstabilise Ghourd (dont l'énergie s'épuise en arrêtant le temps à chaque ruade de ses adversaires) qui les immobilise finalement avec une de ses techniques spéciales, et s'apprête à les achever en leur lançant des troncs d'arbre transformés en pieux. Mais au dernier moment, Vegeta lui coupe violemment la tête en profitant de son inattention (permettant à Krilin d'éviter de justesse le tronc que lui a lancé Ghourd). Une fois mort il atterrira sur l'étoile du Kaio du nord et sera facilement vaincu par Chaozu qui le fera tomber en enfer (uniquement dans la version animé).
Physique
Il est très petit (moins d'un mètre) et assez rondouillard. Il a la peau verte et grêlée et possède quatre yeux (dont deux sur les tempes). Les yeux situés sur ses tempes l'empêchent, contrairement aux autres membres du commando, de porter un scouter.
À propos du nom
Comme tous les membres du commando, son nom fait référence à un produit laitier, en l'occurrence au mot yogourt.
Technique
- Buku Jutsu
- Kikoha
- Télékinésie
- Tomare

Jeux vidéo
Ghourd apparait pour la première fois dans Dragon Ball Z : La Grande Légende des boules de cristal sur Saturn et PlayStation. On le retrouve également dans la trilogie Dragon Ball Z: Budokai Tenkaichi ainsi que dans Dragon Ball: Raging Blast et Dragon Ball: Raging Blast 2.

## Œuvres où le groupe apparaît

### Manga
- 1984 : Dragon Ball

### Séries
- 1989 : Dragon Ball Z
- 2009 : Dragon Ball Z Kai
- 2015 : Dragon Ball Super

#### Tomes de l’édition simple
1. 1 2  Dragon Ball (édition simple) – Tome 24

#### Édition simple
- Akira Toriyama (trad. du japonais par Kiyoko Chappe), Dragon Ball [« ドラゴンボール »], t. 24 : Le Capitaine Ginue, Grenoble, Glénat, coll. « Shônen »,‎ 22 janvier 1997, 11,5 × 18 cm, couverture couleur, broché (ISBN 978-2-7234-1867-6 et 2-7234-1867-7, ISSN 1253-1928, présentation en ligne)